# 문래로
문래로(文來路)는 서울특별시 영등포구 문래동6가 관악고등학교 앞에서 영등포동4가 영등포 신세계백화점에 이르는 길이 2.1 km, 왕복 2~4차선의 도로이다.

## 역사
1972년 11월 26일 서울특별시 고시로 현 도로명이 최초 부여되었다. 명칭은 이 길이 지나는 영등포구 문래동에서 유래했으며 당시 설정된 구간은 제2한강 - 양평동 - 문래동이었다.

## 노선
- 관악고등학교 앞 - LG전자 강서빌딩 - 영문초등학교 - 문래 현대힐스테이트 - 문래역 - 문래 SK리더스뷰 - 타임스퀘어 - 영등포 신세계백화점

## 연결 도로
기점인 영등포로2길과 교차되며, LG전자 강서빌딩에서 선유서로, 현대힐스테이트사거리에서 선유로, 문래역에서 당산로, 영등포청과시장에서 영신로와 교차되고, 종점인 영등포 신세계백화점에서 영중로와 교차된다.

## 주요 건물 및 시설
- 관악고등학교
- LG전자 강서빌딩
- 영문초등학교 (서울특별시 영등포구 문래로 56)
- 서울시립문래청소년수련관 (서울특별시 영등포구 문래로 110)
- 홈플러스 영등포점
- 씨랄라 (서울특별시 영등포구 문래로 164)
- 영등포소방서 (서울특별시 영등포구 문래로 197)
- 타임스퀘어, 영등포 신세계백화점

## 같이 보기
- 영중로
- 당산로
- 선유로